# 大塘龙属
大塘龙属  是一属已灭绝的鲨齿龙类兽脚亚目动物，属于坚尾龙类，生存于早白垩世的中国西南部。

## 发现与命名
2011年，位于广西南宁附近的良庆区大唐镇西南20公里处的那造村地质调查研究所的工作人员新发现了一只大型兽脚亚目动物的遗骸。这种恐龙于2014年被莫建勇、周福生、李光宁、黄镇和曹晨云命名为广西大塘龙。该属的名称结合了大塘盆地和中文词语“龙”。种名是指广西省。
广西大塘龙建立于正模标本GMG 00001之上，已知化石包括椎骨和髋骨，其中的一系列椎骨从最后一个背椎开始，从五个骶椎延续，并在第二个尾椎结束。骶骨与左髂骨、左耻骨和左侧
坐骨的上部以及右髂骨的一部分相连。这些骨头是在早白垩世新隆组的沉积层中发现的。

## 描述
大塘龙是一种大型食肉性兽脚类动物，长约7至8米(23至26英尺)。标本的保存长度约为1米(3.3英尺)。

### 显著特征
描述作者确定了一些区别特征。最后一个背椎骨有一个侧凹，或称气腔，其边界是关节突和椎体之间的一个扩大的副横突和椎体之间的后脊。后脊椎在前关节突和副横突之间有一个发育良好的水平嵴。最后一个脊椎有一个突出于横突关节的横突。髂骨后刃下侧的凹槽较浅，与尾骨短肌相连，而内表面的刃壁的“短架”形状像山脊。耻骨柄在后侧横向下方扩展。

### 骨骼
最后一节脊椎类似于角鼻龙类，因为椎体横突，即下肋关节突，延伸超过了横突，即上肋关节突。椎骨也明显地含有空腔，但骶骨的后续骶椎没有。第一尾椎在前关节突和后横突之间的可能嵴部上有一个凹陷。这块椎骨也有一个笔直的人字骨。尾椎的
棘突保存不好，但剩下的部分相当长并向上扩张。
由于遭到过损坏，髂骨的上部轮廓未知。前刃面有一个深深下垂的尖端和一个圆形的前缘。髋关节前面的垂直嵴不形成中架。髂骨的前刃被几个气腔穿过。髂骨柄后部具有广泛的气腔，底部呈矩形，比自身宽度长两倍。坐骨柄像针一样伸入坐骨上腔。

## 种系发生学
描述作者利用之前马修·卡拉诺的研究，把大塘龙放在了鲨齿龙类的基础位置。发布后不久，意大利古生物学家安德里亚·考尔指出，这一分析主要集中在基础坚尾龙类身上，因此几乎不包含虚骨龙类的特征。这就带来了基础虚骨龙类恐龙被放错位置的危险。考尔把大塘龙的特征纳入了其更全面的分析中，这确实揭示了大塘龙是一个虚骨龙类基群。如果这是正确的，本属将是第一个已知的、真正有大型尺寸的基础虚骨龙类。他还注意到了这样一个事实，即大塘龙髂骨中的空腔和髂骨与坐骨之间的连接也是与鲨齿龙类和大盗龙类的共源性状。2017年，Adun Samathi和Phorphen Chanthasit在SVP摘要中报告说，他们发现大塘龙的演化位置可能处在大盗龙类中，因其“与其他大盗龙类在坐骨上具有相同的气腔”。